# Стівенс (округ, Вашингтон)
Шаблон:StateAbbr_ 48°24′ пн. ш. 117°51′ зх. д. / 48.4° пн. ш. 117.85° зх. д.
О́круг Сті́венс (англ. Stevens County) — округ (графство) у штаті Вашингтон, США. Ідентифікатор округу 53065.

## Історія
Округ утворений 1863 року.

## Демографія
За даними перепису 2000 року загальне населення округу становило 40066 осіб, зокрема міського населення було 8385, а сільського — 31681. Серед мешканців округу чоловіків було 19940, а жінок — 20126. В окрузі було 15017 домогосподарств, 11018 родин, які мешкали в 17599 будинках. Середній розмір родини становив 3,08.
Віковий розподіл населення поданий у таблиці:
| Стать    | До 15 років | 15-21 | 22-29 | 30-39 | 40-49 | 50-65 | 65-85 | Понад 85 |
| -------- | ----------- | ----- | ----- | ----- | ----- | ----- | ----- | -------- |
| Чоловіки | 4699        | 2106  | 1232  | 2324  | 3363  | 3831  | 2191  | 194      |
| Жінки    | 4451        | 1909  | 1304  | 2502  | 3563  | 3622  | 2328  | 447      |

## Суміжні округи
- Сентрал-Кутеней, Британська Колумбія, Канада — північ
- Кутеней-Баундері, Британська Колумбія, Канада  — північний схід
- Понд-Орей — схід
- Спокен — південний схід
- Лінкольн — південний захід
- Феррі — захід

## Виноски
1. ↑  U.S. Decennial Census. United States Census Bureau. Архів оригіналу за 26 квітня 2015. Процитовано 7 січня 2014.
2. ↑  Historical Census Browser. University of Virginia Library. Архів оригіналу за 11 серпня 2012. Процитовано 7 січня 2014.
3. ↑  Population of Counties by Decennial Census: 1900 to 1990. United States Census Bureau. Процитовано 7 січня 2014.
4. ↑  Census 2000 PHC-T-4. Ranking Tables for Counties: 1990 and 2000 (PDF). United States Census Bureau. Процитовано 7 січня 2014.
5. ↑  State & County QuickFacts. United States Census Bureau. Архів оригіналу за 7 червня 2011. Процитовано 7 січня 2014. [Архівовано 2011-06-07 у Wayback Machine.](англ.) Наведено за англійською вікіпедією.
6. ↑  American FactFinder. Бюро перепису населення США. Архів оригіналу за 26 лютого 2012. Процитовано 31 січня 2008. [Архівовано 2008-05-21 у Wayback Machine.]

| США | Це незавершена стаття з географії США. Ви можете допомогти проєкту, виправивши або дописавши її. |